# Rovná, Pelhřimov
Rovná là một làng thuộc huyện Pelhřimov, vùng Vysočina, Cộng hòa Séc.